# オルドス部
オルドス部（モンゴル語: Ордос、ラテン文字表記：Ordos、ᠣᠷᠳᠤᠰ、中国語：鄂爾多斯 Èěrduōsī）は、近世以降にあらわれるモンゴル遊牧民の部族集団。この集団が明代以降、中国の黄河屈曲部（「河套」）に居住したことからこの地域は現在オルドス高原と呼ばれ、内モンゴル自治区のオルドス市が置かれている。

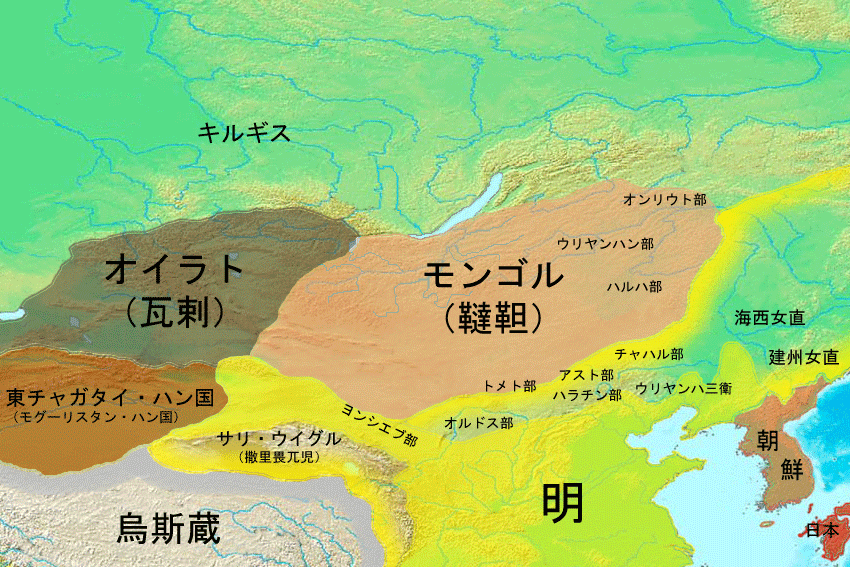
15世紀の東アジア諸国と北方諸民族。

## 歴史
オルドスは、15世紀頃、モンゴル高原で活動するモンゴル部族連合のトゥメン（部族（オトク）が集まって形成された部族の集合体）のひとつとして歴史に登場する。
オルドスの名は、モンゴル語・テュルク語で「宮廷」を意味する「オルド」を語源としており、この集団はモンゴル帝国の始祖チンギス・ハーンの生前の宮廷をチンギスの霊廟として奉祀していた。集団の長はジノンと称したが、これは元の時代にモンゴル高原に駐留し、チンギス・ハーンの霊廟を守護した王族の称号「晋王」がモンゴル語に取り入れられたものである。したがって、オルドス部は元の晋王領を起源とする集団であると考えられている。
元の時代、チンギス・ハーンの霊廟はモンゴル高原北東部のケルレン川流域にあり、オルドス部の先祖たちもこの地域で遊牧していたが、15世紀頃、オルドス部は霊廟とともに南下して、漢民族が古来「河套」と呼んできた黄河の屈曲部に入り、のちにオルドス高原と呼ばれる高原に移住した。
15世紀の末頃、オルドス部を含むモンゴルの西部はオイラトの影響下にあり、東部のチャハル部を支配するモンゴルのハーンの権威は及ばなかった。16世紀初頭頃、モンゴルのダヤン・ハーンはオルドスに次男のウルス・ボラトを婿入りさせ、ジノンとして送り込んだが、ウルス・ボラトはヨンシエブのイブラヒム・タイシによって殺害された。
イブラヒムが1510年にダヤン・ハーンによって滅ぼされ、モンゴルが再統一されると、オルドスは同じく西部のトゥメンであるトメトに婿入りしていた三男のバルス･ボラトの支配下に入った。オルドスのバルス･ボラトは父ダヤン・ハーンの死後、チャハル部と大ハーンの位を継承した甥のボディ・アラクを差し置いて一時はハーンを自称するほどの勢力を誇ったが、その死後長男のグンビリクがオルドス、次男のアルタンがトメトを継ぎ、オルドスとトメトは再分割された。1542年、オルドスのグンビリクが死ぬと、トメトのアルタンの勢力がオルドスを凌ぐようになり、アルタンはチャハルの大ハーンからハーンの称号を許されるに至った。オルドスのジノン家はこれ以降もっぱらトメトのハーン家と行動をともにし、オイラトと戦って青海を占領し、ジュンガリアやチベットまで侵攻するなど、西方に勢力を拡張した。
1572年にはトメトと同じく明に入貢した。その後、1628年にチャハルのリンダン・ハーンがトメト・ハーン家を滅ぼすとチャハルに服属し、1635年にチャハル討伐のためオルドス地方に進軍してきた後金（のちの清）に降った。
清朝の統治下では盟旗制のもと、オルドスには7つの旗が置かれ、バルス・ボラトの後裔である7家が旗長を世襲した。また、オルドスの7旗のみで1つの盟（伊克昭（イフ・ジョー）盟）が置かれた。
イフ・ジョー盟は2002年に盟から地級市に変更され、オルドス市となって現在に至っている。

## 構成部族
16世紀末頃に編纂されたチャガン・テウケでは、オルドスは「十二オトク」より成り立っていたことが記されているが、「十二オトク」を具体的に記した史書は存在しない。しかし、現在では様々なモンゴル語史料の相互比較によって以下のような構成であったと推測されている。

### 右翼
- ケグートとシバグチン(Kegüd／Sibaγučin)
- ウラトとタングート(Urad／Tangγud)
- ダラトとハンリン(Dalad／Qanglin)
- メルキトとバハナス(Merkid／Baqanas)
- ベスートとウグシン(Besüd／Ügüsin)
- バタギンとハリグチン(Batagin／Qaliγučin)

### 左翼
- ハウチン(Qaučin(Qaγučin))
- ケリイェス(Keriyes(Kirgis))
- チャハト(Čaqad)
- ミンガン(Mingγad(Mingγan))
- ホニチン(Qoničin)
- フヤグチン(Quyaγučin(Qoyar Küriyen))

この他にもチンギス・ハーン廟を管理する「四ホリヤ(Dörben qoriya)」、元々はヨンシエブのイブラヒム・タイシの配下にあったと見られる「四オトク・ウイグルチン(Dörben otoγ Uyiγurčin)」・「三オトク・アマハイ(γurban otoγ Amaqai)」といった集団が所属していた。
清朝の支配下に入った後は当初は6旗、後に1旗増やされて7旗(Doloγan qosiγu)に再編成された。

## 歴代首長
晋王（ジノン、済農）
1. バヤン・モンケ・ボルフ晋王（1468年? - 1470年?）…アクバルジの孫、ダヤン・ハーンの父
2. ウルス・ボラト晋王（1508年）…ダヤン・ハーンの次男
3. バルス・ボラト・サイン・アラク晋王（1512年 - 1531年）…ダヤン・ハーンの三男
4. グン・ビリク・メルゲン晋王（1532年 - 1542年）…バルス・ボラトの子
5. ノヤンダラ晋王（1543年 - 1574年）…グン・ビリク・メルゲンの子
6. ボショクト晋王ハーン（1576年 - 1624年）…ノヤンダラの子ブヤン・バートル・ホンタイジの子
7. セレン・エルデニ晋王ハーン（1626年）…ボショクトの長男
8. リンチェン・セチェン晋王（1627年 - 1649年）…ボショクトの次男

ジャサク・ドロイ・ギュンワン（扎薩克多羅郡王）
1. エリンチェン（額璘臣、リンチェン・セチェン晋王）（1649年 - 1656年）
2. バトゥ（巴図）（1656年 - 1657年）…エリンチェンの従子
3. グル（固嚕）（1657年 - 1679年、和碩親王：1679年 - 1692年）…バトゥの兄
4. ドンロブ（棟囉布）（1692年 - 1718年）…グルの次男
5. サクバ（薩克巴）（1718年 - 1720年）…ドンロブの長男
6. ラシバンジュル（喇什班珠爾）（1720年 - 1728年）…ドンロブの四男
7. ジャムヤン（扎木揚）（1728年 - 1733年、貝勒：1733年 - 1736年、復位：1736年 - 1758年）…サクバの長男
8. チェリン・ドルジ（車凌多爾済）（1758年 - 1780年）…ジャムヤンの長男
9. ダルマザンディ（達爾瑪咱第）（1781年 - 1785年）…チェリン・ドルジの長男
10. シェンダンババイ（什當巴拜）（1786年 - 1812年）…チェリン・ドルジの次男
11. ババオ・ドルジ（巴宝多爾済）（1812年 - 1831年、郡王：1831年 - 1838年）…シェンダンババイの子
12. トゥメンジルガル（図們済爾噶勒）（扎薩克一等台吉：1831年 - 1835年、郡王：1835年 - 1837年）…ババオ・ドルジの子
13. エルジムビリク（額爾斉木畢里克）（1837年 - 1901年）…トゥメンジルガルの子
14. トグス・アルタン（特古斯阿勒坦）（1902年 - ?）…エルジムビリクの子

ジャサク・ドロイ・ベイレ（扎薩克多羅貝勒）
1. シャンダン（善丹）（1650年 - 1663年）…エリンチェンの従子
2. ソノム（索諾木）（1663年 - 1677年、多羅郡王：1677年 - 1682年）…シャンダンの長男
3. ソンラブ（松喇布）（1682年 - 1698年、多羅郡王：1698年 - 1709年）…ソノムの長男
4. カンジュル（幹珠爾）（1709年 - 1718年）…ソンラブの長男
5. ノイロブ・ジャムス（諾依囉布扎木素）（1718年 - 1747年）…カンジュルの長男
6. ドンロブ・ジャムス（棟囉布扎木素）（1747年 - 1766年、郡王品級：1766年 - 1773年）…ノイロブ・ジャムスの長男
7. ドンロブ・セレン（棟囉布色稜）（1773年 - 1798年）…ドンロブ・ジャムスの長男
8. ソノム・ラブジャイ・ゲンドゥン（索諾木喇布斎根敦）（1798年 - 1838年）…ドンロブ・セレンの従弟
9. ゴンツァンラブタン・ジャムス（棍蔵拉布坦扎木蘇）（1838年 - 1851年）…ソノム・ラブジャイ・ゲンドゥンの子
10. エルデネ・ジョクト（額爾徳呢綽克図）（1853年 - 1862年）…ゴンツァンラブタン・ジャムスの従子
11. チャクドルジャブ（察克都爾扎布）（1862年 - 1881年）…エルデネ・ジョクトの子
12. ラシ・ジャムス（喇什扎木蘇）（1881年 - 1902年）…チャクドルジャブの兄
13. ガルチャンロルマワンジャル・ジャムス（噶勒蔵羅勒瑪旺扎勒扎木蘇）（1902年 - ?）…ラシ・ジャムスの子

ジャサク・グサ・ベイセ（扎薩克固山貝子）
1. シャオ・ジャムス（小扎木素）（扎薩克鎮国公：1649年 - 1670年）…エリンチェンの従子
2. ソノム（索諾木）（扎薩克鎮国公：1670年 - 1672年）…シャオ・ジャムスの長男
3. ドウレン（都稜）（扎薩克鎮国公：1672年 - 1698年、固山貝子：1698年 - 1707年）…ソノムの長男
4. セレン・ラシ（色稜喇什）（1707年 - 1712年）…ドウレンの長男
5. ルンブ（倫布）（1712年 - 1717年）…ドウレンの次男
6. セレン・ナムジャル（色稜納木扎勒）（1717年）…ドウレンの三男
7. ジワンバンジュル（齊旺班珠爾）（1717年 - 1733年、輔国公：1733年、貝子：1733年 - 1754年、多羅貝勒：1754年 - 1772年）…セレン・ナムジャルの長男
8. ラシ・ダルジ（喇什達爾済）（1772年 - 1806年）…ジワンバンジュルの孫
9. ラシ・ジャムス（拉什扎木素）（1806年 - 1812年）…ラシ・ダルジの長男
10. ラシ・ピル（拉什丕爾）（1812年 - 1813年）…ラシ・ジャムスの叔
11. ドァンドゥブセレン（端多布色楞）（1813年 - 1841年）…ラシ・ピルの弟
12. ジンミトドブジャル（静米特多布扎勒）（1841年 - 1857年）…ドァンドゥブセレンの子
13. バトゥマンナイ（巴図莽鼐）（1857年 - 1880年）…ジンミトドブジャルの弟
14. アルビンバヤル（阿爾賓巴雅爾）（1880年 - ?）…バトゥマンナイの子

ジャサク・グサ・ベイセ（扎薩克固山貝子）
1. シャクジャ（沙克扎）（1650年 - 1657年）…エリンチェンの従弟
2. グルスシブ（固嚕斯希布）（1647年 - 1680年、多羅貝勒：1680年 - 1704年）…シャクジャの長子。
3. ラシ・ジャムス（喇什扎木素）（1704年 - 1712年）…グルスシブの五男
4. ナムジャル・セレン（納木扎勒色稜）（1713年 - 1761年）…ラシ・ジャムスの長男
5. ラワンバルダン・セレン（拉旺巴勒丹色稜）（1761年 - 1765年）…ナムジャル・セレンの次男
6. ダンバ・ダルジ（丹巴達爾済）（1765年 - 1789年）…ラワンバルダン・セレンの弟
7. ヨンロン・ドルジ（永龍多爾済）（1789年 - 1828年）…ダンバ・ダルジの長男
8. ダシ・ドルジ（達什多爾済）（1828年 - 1856年）…ヨンロン・ドルジの子
9. サンジミドブ（散済密都布）（1856年 - 1884年）…ダシ・ドルジの子
10. ソナム・プンスク（索那木彭蘇克）（1884年 - 1886年）
11. ソネインソテト（索呢因索特図）（1886年 - 1896年）…ソナム・プンスクの子
12. トゥメンバヤル（図們巴雅爾）（1897年 - ?）

ジャサク・グサ・ベイセ（扎薩克固山貝子）
1. エリンチン（額琳沁）（1649年 - 1661年）…エリンチェンの従子
2. ダルジャ（達爾扎）（1661年 - 1677年、多羅貝勒：1677年 - 1694年）…エリンチンの従子
3. ワンシュク（旺舒克）（扎薩克多羅貝勒：1694年 - 1698年）…ダルジャの長男
4. ダシ・ラブタン（達什喇布坦）（扎薩克多羅貝勒：1698年 - 1733年、貝子：1733年 - 1734年）…ダルジャの三男
5. ラシ・セレン（喇什色稜）（1734年 - 1773年）…ダシ・ラブタンの長男
6. シャクドルジャブ（沙克都爾扎布）（1773年 - 1778年）…ラシ・セレンの長男
7. ブヤンタイ（布延泰）（1778年 - 1808年）…シャクドルジャブの長男
8. ジャムバル・ドルジ（扎木巴勒多爾済）（1808年 - 1817年）…ブヤンタイの弟
9. サンジャイワンチン（桑斎旺沁）（1817年 - 1828年）…ジャムバル・ドルジの従子
10. バダルフ（巴達爾呼）（1829年 - 1874年、貝勒銜：1874年 - 1884年）…サンジャイワンチンの子
11. チャクドルセレン（察克都爾色楞）（貝勒銜：1884年 - ?）…バダルフの子。光緒十年，襲。

ジャサク・グサ・ベイセ（扎薩克固山貝子）
1. セレン（色稜）（1649年 - 1676年）…エリンチェンの従子
2. ゴンボ・ラシェン（袞布喇什）（1677年 - 1680年、多羅貝勒：1680年 - 1684年）…セレンの長男
3. ゲンドシシャブ（根都什轄布）（1685年 - 1709年）…ゴンボ・ラシェンの長男
4. ロブサン（羅布蔵）（1709年 - 1733年、輔国公：1733年、貝子：1733年 - 1740年）…ゲンドシシャブの長男
5. ナムジャル・ドルジ（納木扎勒多爾済）（1740年 - 1777年）…ロブサンの長男
6. セワン・ラシ（色旺喇什）（1777年 - 1812年）…ナムジャル・ドルジの次男
7. エルデネ（額爾徳呢）（1812年 - 1821年）…セワン・ラシの子
8. チャクドルセレン（察克都爾色楞）（1821年 - 1852年）…エルデネの子
9. ジャナジルディ（札那済爾迪）（1852年 - 1854年、貝勒銜：1854年 - 1894年、三眼花翎：1894年 - 1901年）…チャクドルセレンの子
10. シャンジミドブ（珊済密都布）（1901年 - ?）

トサラフグン（輔国公）
1. セブテンノルブ（色布騰諾爾布）（1727年 - 1757年）…ラシ・バンジュルの長男
2. ジャムバル・ドルジ（扎木巴勒多爾済）（1757年 - 1762年）…セブテンノルブの長男
3. サムピル（薩木丕勒）（1762年 - 1764年）…ジャムバル・ドルジの長男
4. ダンジン・ドルジ（丹津多爾済）（1764年 - 1799年）…ジャムバル・ドルジの次男
  - ダンロン・ドルジ（當隆多爾済）（二等台吉：1799年 - ?）…ダンジン・ドルジの子

ジャサク一等タイジ（扎薩克一等台吉）
1. ディンザン・ラシェン（定咱喇什）（一等台吉：1731年 - 1736年、扎薩克一等台吉：1736年 - 1744年）…エリンチェンの従曾孫
2. ゴンボ・ラシェン（袞布喇什）（1744年 - 1762年）…ディンザン・ラシェンの長男
3. ワンジャル・チェブデン・ドルジ（旺扎勒車布登多爾済）（1762年 - 1809年）…ゴンボ・ラシェンの長男
4. ガルサンジクミト・ドルジ（噶爾桑済克密特多爾済）（1809年 - 1817年）…ワンジャル・チェブデン・ドルジの子
5. セレン・ドジト（色楞多済特）（1817年 - 1838年）…ガルサンジクミト・ドルジの子
6. エンクバヤル（鞥克巴雅爾）（1838年 - 1858年）…セレン・ドジトの子
7. ジャナバランジャ（扎那巴蘭扎）（1858年 - 1890年）…エンクバヤルの弟
8. クシェンクダライ（克什克達賚）（1890年 - 1897年）
9. クシャドルジャブ（克沙都爾扎布）（1897年 - ?）

## 参考資料
- 岡田英弘訳注『蒙古源流』（2004年、刀水書房、ISBN 4887082436）
- 岡田英弘『モンゴル帝国から大清帝国へ』藤原書店、2010年
- 森川哲雄「オルドス・十二オトク考」『東洋史研究』32巻、1973年
- 吉田順一『アルタン・ハーン伝訳注』風間書房、1998年
- 和田清『東亜史研究(蒙古篇)』東洋文庫、1959年
- 趙爾巽他『清史稿』（表四十九 藩部世表一）